# Fred Stranz
Wilhelm Alfred „Fred“ August Stranz (* 4. Mai 1893 in Hamburg; † 6. Januar 1955 in Lübeck) war ein deutscher Schauspieler, Regisseur und Drehbuchautor beim Stummfilm.

## Leben und Werk
Fred Stranz war Sohn des Kaufmanns Johann Albert Stranz und seiner Frau Wilhelmine, geb. Kruse. Wie er zum Film stieß, ist derzeit nicht bekannt. In München ansässig, begann Stranz, vom Sensationsfilm-Kino eines Harry Piel sichtlich beeinflusst, inmitten des Ersten Weltkriegs kostengünstige Filme zu drehen, wobei der Nachwuchsregisseur, wie sein großes Vorbild, ganz auf die körperliche Präsenz seiner Darsteller und nicht etwa auf ein stimmiges Drehbuch, gesteigerten Wert legte. Stranz etablierte, noch ehe zu Beginn der 1920er Jahre erstmals Karl-May-Romane auf die Leinwand gebracht wurden, bereits mit seiner Erstlingsregie Der Giftbecher 1917 den Western als deutsches Leinwand-Genre. Aufgrund der Herkunft der nachfolgenden Wildweststreifen erhielten jene beim anspruchsarmen Publikum sehr beliebten Stranz-Inszenierungen wie Der rote Reiter, Der schwarze Jack, Der Todescowboy und Die Eisenbahnräuber das Etikett „Isar-Western“ angeheftet. Mit dem Rollenpart des „Texas-Fred“ übernahm der Mittzwanziger Fred Stranz in diesen frühen Wildwest-Streifen, die er mit seiner Münchner Sport-Film auch selbst produzierte, außerdem die männliche Hauptrolle. Diese Filme erfreuten sich dank diverser halsbrecherischer Stunteinlagen solange einer gewissen Beliebtheit beim deutschen Publikum, solang die hochwertiger produzierten Streifen des Kriegsgegners USA mit William S. Hart und Tom Mix in den Hauptrollen im Kaiserreich und im frühen Nachkriegsdeutschland verboten waren. Für mehrere seiner Filme schrieb er auch das Manuskript, dabei waren August Arnold und Robert Richter für die Photographie zuständig, halfen aber bei Bedarf auch als Darsteller aus.
Stranz trat an der Seite von Darstellern wie Dary Holm, Lilly Eisenlohr, Fritz Kampers, Max Schreck und Albert Steinrück auf; mehrfach war Gussy Fritz seine Partnerin. Parallel zu seinen Regiearbeiten und Produktionen stand Stranz auch in Inszenierungen anderer Regisseure vor der Kamera. Kurz nach Ende des Kriegs wandte sich der noch immer sehr junge Regisseur-Schauspieler-Produzent auch anderen Themen zu; seine erste Inszenierung in diesem Sinne, Der Vampyr (1919), ist jedoch keine Grusel- oder Schauergeschichte, sondern ein Melodram aus dem Zirkus- und Artistenmilieu. Stranz-Werke verschrieben sich auch weiterhin dem Sensationellen und Mysteriösen, trugen Titel wie Der unheimliche Chinese (1920), Der Todessegler (1921), Weltstadtbanditen (1921), Der gelbe Würger (1921), Hyänen der Welt (1921), Zwischen Flammen und Bestien (1923), Die graue Macht (1923) und Übers Meer gehetzt (1924) und besaßen zu keiner Zeit den Anspruch, Filmkunst zu sein. 1924 begab sich Stranz auf eine aufwendige Filmexpedition, die ihn in diverse Regionen Afrikas führte. Der dort entstandene Exotik-Film Radanika erfuhr jedoch zum Jahresbeginn 1925 derart große Zensurschwierigkeiten, dass er lange Zeit nur mit starken Schnittauflagen und unter Ausschluss der Jugend gezeigt werden durfte. Die enormen Kosten konnten nicht eingespielt werden und brachten Stranz an den Rand des Bankrotts.
Daraufhin kehrte der Wahlmünchner nur noch sporadisch vor die Kamera zurück wie 1925 in der schmalst budgetierten Detektivgeschichte Repps und Wepps, in der er den Schnüffler Wepps verkörperte. Nach mehrjähriger Filmpause ermöglichte man Fred Stranz zum Jahresbeginn 1929 noch einmal eine Filmregie. Doch ausgerechnet dieser Ur-Hamburger Filmstoff des gebürtigen Hanseaten, Auf der Reeperbahn nachts um halb eins, mit dem US-amerikanischen Sensationsdarsteller Eddie Polo in der Hauptrolle wurde von der Kritik verrissen. Der Tonfilm hielt für Fred Stranz demzufolge kein Angebot mehr parat. Stranz kehrte der Filmbranche den Rücken zu und wurde Hotelier an der Ostsee.
Fred Stranz war von 1917 bis 1923 mit der Schauspielerin Katharina Fritz verheiratet. Später schloss er noch zwei weitere Ehen. Zuletzt im schleswig-holsteinischen Niendorf wohnhaft, starb er 1955 im Priwall-Krankenhaus in Lübeck-Travemünde an einer Krebserkrankung.

## Filmographie

### Als Regisseur
- 1917: Der Giftbecher
- 1918: Der schwarze Jack
- 1919: Der rote Reiter (auch Drehbuch)
- 1919: Der Todescowboy (auch Drehbuch)
- 1920: Die Eisenbahnräuber (auch Drehbuch)
- 1920: Der Vampyr
- 1920: Der unheimliche Chinese
- 1921: Weltstadtbanditen (auch Produzent)
- 1921: Der gelbe Würger
- 1921: Hyänen der Welt, zwei Teile (auch Produzent)
- 1921: Der Todessegler
- 1922: Zwischen Liebe und Macht
- 1923: Pik As
- 1923: Zwischen Flammen und Bestien
- 1923: Die graue Macht
- 1924: Übers Meer gehetzt (auch Produzent)
- 1925: Radanika (auch Produzent)
- 1929:  Auf der Reeperbahn nachts um halb eins

### Als Schauspieler
- 1917: Der Giftbecher
- 1918: Der geprellte Don Juan
- 1918: Der schwarze Jack
- 1919: Der rote Reiter
- 1919: Der Todescowboy
- 1920: Die Eisenbahnräuber
- 1920: Texas-Freds Brautfahrt
- 1920: Das Milliardentestament (als „Franz Stranz“ lt. filmportal.de)
- 1920: Der Vampyr. Aus dem wahren Artistenleben
- 1920: Der unheimliche Chinese
- 1921: Die fliegenden Briganten, 1. Teil: Der Dieb seines Eigentums
- 1921: Die fliegenden Briganten, 1. Teil: Die Rache des Mongolen
- 1921: Weltstadtbanditen
- 1921: Der gelbe Würger
- 1921: Hyänen der Welt, 1. Teil: Opfer der Hyänen
- 1921: Hyänen der Welt, 2. Teil: Die einsame Insel
- 1921: Der Todessegler
- 1922: Im Schatten der Vergangenheit
- 1925: Repps und Webbs
- 1926: Frauen und Banknoten